# Gyakorlati keresztény pedagógia
A Gyakorlati keresztény pedagógia (bővebb címén Gyakorlati keresztény pedagógia etikai megközelítésben) egy, a Veszprémi Érseki Hittudományi Főiskola által kiadott pedagógiai tankönyv, melyet elsősorban a hittanárképzésben használnak.
A főiskola négy évtizedes kényszerszünet után, 1991-ben indult újra; kezdetben hittanárokat, majd 1994-től lelkipásztorokat is képezve. 1999-ben hozta létre a Padányi Bíró Márton Római Katolikus Gimnázium és Általános Iskola keretén belül gyakorlóiskoláját. A gyakorlótanítási program részeként merült fel egy keresztény szemléletű, de a modern pedagógia legújabb eredményeit is magában foglaló könyv(sorozat) készítése. Ennek egyik megvalósulása a fenti könyv is.

## Tartalom

### Tartalomjegyzék
- Ajánlás
- Előszó
- Bevezetés

1. A nevelésről
  1. A nevelés jelentősége
  2. A keresztény nevelés alapelvei
  3. A nevelés társadalmi háttere napjainkban
  4. Hiteles mérce a különböző pedagógiák értékelésében
  5. Nevelői magatartás-típusok
2. Mester és tanítvány
  1. A mester
  2. A tanítvány
  3. A pedagógus személyisége
  4. A tanári beszéd
  5. A jellem
  6. Az ideális tanár
3. A tantárgyakban rejlő nevelési lehetőségek
  1. Hogyan élünk
  2. Alaptudományok
  3. Humán tárgyak
  4. Matematika
  5. Természetismeret
  6. Informatika, számítástechnika
4. Az oktatásról
  1. Az oktatási folyamat
  2. Az oktatás módszerei, munkaformái
  3. A kérdezés módszertana
  4. A tanítási óra
  5. A közvetlen felkészülés: az óravázlat
5. Az iskola és környezete
6. Az iskola mint műhely
  1. Nevelés a családban
  2. Nevelés az iskolában
  3. A tanórán kívüli foglalkozások
  4. Az iskola társadalmi környezete
  5. Az iskola felelőssége a nevelés egészéért

- Függelék
  - A keresztény pedagógia vázlatos bemutatása
  - A keresztény pedagógus hitvallása
  - A gyakorlati pedagógia helye a tanárképzésben
- Mellékletek
  - 1.
    - Segédanyagok hospitáláshoz, gyakorlótanításhoz
    - Hospitálási gyakorlótanítási engedély
    - Óralátogatási szempontok
    - Hospitálási napló
    - Hospitálási összesítők

  - 2.
    - Segédanyagok gyakorló- és vizsgatanításhoz
    - Gyakorlótanítási összesítő
    - Gyakorlótanítás és vizsgatanítás elemzése és értékelése

  - 3.
  - Segédanyagok a nyári gyakorlathoz
  - Nyári pedagógiai bejelentő
  - Felkérőlevél
  - Nyári gyakorlat értékelése
  - A táborvezető értékelése a hallgató munkájáról
- Pedagógiai lexikon
- Felhasznált és ajánlott irodalom

### Bevezetés
A Bevezetésben a szerzők bírálják az utóbbi évtizedekben elindult iskolaellenes (descholarizációs) pedagógiai hullám negatívnak tartott jelenségeit, és hitet tesznek amellett, hogy az iskolának az oktatás, a szűkebb értelemben vett tananyag megtanítása mellett a nevelés is feladata (ez egyébként a jelenlegi magyar mainstream pedagógia véleményének is tekinthető): A jelen korban, a média és az aktuális szónokok bő kínálata közepette égető szükség van arra, hogy a társadalom ne hagyja magára a diákot, és ne csak szaktárgyi ismereteket, hanem egyéb eszközöket adjon kezébe a döntésekhez. Hangsúlyozzák továbbá, hogy a nevelésben még mindig a pedagógus személy(is)é(ge) a döntő.

### I. A nevelésről
Az első fejezetben a könyv kitér a nevelés jelentőségére, feladatára az emberi társadalomban (ez egyfajta "nevelés"-definíciós kísérletnek is tekinthető, bár szándéka szerint nem feltétlenül akar az lenni). A nevelés elsődleges feladata, hogy a gyermek megtanuljon önállóan gondolkodni, ítéleteket alkotni.
Ezután a könyv – Michael Coole, Ronald J. Comer, Bärbel Inhelder és mások munkáira támaszkodva – összefoglalja a fejlődéslélektan bizonyos eredményeit, a legfontosabb nevelési feladatokat születéstől kétéves, kétévestől hároméves, négyévestől nyolcéves korig, a serdülés küszöbén, a serdülőkorban. Kitér az ún. túlterhelés-problémára, és e tekintetben „a kevesebb sokszor több” elvet ajánlja. Azaz: igenis engedjük, hogy a gyermeknek legyen szabad ideje, pihenésre, barátságai építésére, gondolatai rendezgetésére, elcsöndesedésre. A gyermek nem kizárólag gép, melynek egyedüli feladata a „piac” által diktált „képzési követelmények” állandó darálása.
Az első fejezet második részében külön foglalkozik a keresztény nevelés alapelveivel. Ezt tételekben összefoglalva fejti ki:
Öt tétel az igazságról
1. Az igazság abszolút, föltétlen. Életünk pedig az igazságban való növekedés. A szaktudományok az igazság kérdését leszűkítik egy adott területre, révükön az igazság pusztán dolog és értelem viszonya. A keresztény ismeretelmélet ezen felül még azt is hangsúlyozza, hogy minden igazság emberségünket mint egészt érinti. Az igazság abszolút, de – mint a következőkből kiderül – az ember sosincs ennek teljes egészében birtokában.
2. Az ember bűnös módon elnyomhatja az igazságot. Megismerésünk mindig egyoldalú, sosem befejezett. Ezért tévedhetünk, de tévedéseinkből nemcsak igazságot tanulunk, hanem – amit a keresztény pedagógiának hangsúlyoznia kell – alázatot is. A tévedés mellett létezik a hazugság is, illetve az igazság egy részének elkendőzése is. ezek bűnök, melyek eltávolítanak Istentől. A személyiség fejlődésébe beletartozik a belső őszinteség, a bűnök (és tévedések) beismerésének képessége is.
3. A keresztény ismeretelmélet elkerüli az idealista és materialista egyoldalúságot. Az idealizmus az anyaggal szemben a Szellem magasabbrendűségét hangsúlyozza, a materializmus szerint pedig az ember és minden egyéb jelenség megmagyarázható "alulról", az anyagból. Negyven évig a keresztény filozófiát „idealistának” bélyegezték, holott a keresztény felfogás középpontjában Krisztus és általában a szellem megtestesülése, anyag és szellem, ember és isten együttese áll. Gazdagodásnak gondolja, ha egy eszme az anyagban is megjelenik, Krisztus a szentségekkel együtt az ember testét és lelkét is megszenteli. Az ember tehát – Spinoza véleményével ellentétben nem „olyan mint egy kukac”, aki „úgy is viselkedjék, mint egy kukac, akkor boldog lesz. Ne álmodja különbnek magát”.
4. A keresztény ismeretelmélet elkerüli az empirizmus és racionalizmus szélsőségét. Az empirista Hume szerint a megismerés egyedüli alapja az érzékelés, a racionalista Descartes szerint pedig a fogalmi gondolkodás. A keresztény ismeretelmélet ezekkel szemben az anyagot és szellemet egyaránt valósnak és a megismerés tárgyának gondolja.
5. Az európai kultúra az igazság prioritására épül Az európai kultúra a könyv szerint három alapvető szellemi összetevőből jött létre (legalábbis ezeket hangsúlyozza), ezek a görög (platonista) filozófia, mely az Ideák prioritását; a római jog, mely a sine ira et studio elvét és a keresztény tanítás, mely a „kezdetben vala a Logosz” elvét hirdette. Egyik sem relativista tehát. Fontos lépés volt aquinói Szent Tamás eszmei győzelme Averrhoes „kettős igazság”-elmélete fölött, amely Kantnál újra megjelenik. „Amikor a kereszténység az igazság elsőbbségét védi, az európai kultúráért száll síkra, mert ha megszűnik az igazság prioritása, elpusztul az európai kultúra”.

A könyv további öt-öt-öt tételt közöl a jó(ság)ról, a szépségről és a szent(ség)ről. A jóságot szintén abszolútnak, föltétlennek állítja, hangsúlyozza, hogy az emberi akarat nem alkotja, hanem megtalálja az igazságot; a legsúlyosabb bűnnek a hazugságot, a legtündöklőbb erénynek a reményt tekinti. Hangsúlyozza továbbá, hogy ha a jót választom, a szabadságommal élek, ha a rosszat, visszaélek vele. Hangsúlyozza továbbá, hogy egy olyan világban, melyben semmi sem szent, az emberi létezés alapjai megszűnnek.
Az első fejezet harmadik része „A nevelés társadalmi háttere napjainkban” címet viseli, itt arról van szó, hogy milyen aktuális tényezőkre kell figyelemmel lennie egy mai keresztény pedagógusnak. Ezek:
1. A halál kultúrájának eluralkodása. Felhívja a figyelmet, hogy a fogyasztói szemlélet a tárgyak világából kezdi meghódítani a humánum világát – ennek két legfontosabb példája az abortusz és az eutanázia – az ember azonban – lásd az idealizmusról és materializmusról írottakat) nem tárgy. Hangsúlyozódik, hogy bár nem lehet a világon kívül élni, a világ jellegzetességeit nem kötelessége, sőt ha etikai elvekbe ütközik, kötelessége nem normaként elfogadni és a többséget követnie. Ha a világban sötétség uralkodik, a nevelő és épp az ő feladata lámpát gyújtani.
2. A materializmus és hedonizmus csábítása. Ha mindent meg lehet magyarázni alulról, az anyagból, akkor az ember teljesen determinált, tehát a materializmus a könyv szerint tagadja az ember szabadságát (a könyv itt nem hangsúlyozza viszont a Szabad Akarat keresztény tételét) . A materializmus egy válfaja szerint nincs lényegi különbség ember és állat között. Ilyesfajta a mondanivalója a hedonizmusnak is. Az iskola csak akkor töltheti be szerepét, ha megmutatja, a szabadság felé a lemondások útja vezet.
3. A szellemi igény leszállítása. Ezen azt érti, hogy megtiltják a nevelőnek a gyerekkel szemben bármifajta követelmény állítását, például mert „súlyos lelki károsodást szenvedhet a gyermek”. A könyv szerint ez súlyos hiba: így elmarad a képességfejlődés, és (amint a fejlődéslélektani részek igazolják) éppenséggel ez okoz olyan súlyos, ráadásul visszafordíthatatlan személyiségfejlődési zavarokat.
4. A vizualitás dominanciája: a gyermek képregény- és képernyővilágban nő fel. Bár a televíziót és számítógépet a könyv máshol igenis fontosnak és gazdagítónak nevezi, felhívja a figyelmet az egyoldalúság veszélyére, és hangsúlyozza az olvasás szükségességét 6-8 éves korban.
5. A semlegesség képtelensége: a „semleges nevelés” nemhogy a szabadság megnyilvánulása, hanem azt súlyosan sérti. Az emberi életből kiiktatni az elkötelezettségek vállalását lehetetlen. Például az anyanyelv tanulása elköteleződést jelent, de eszközt is ad a kezünkbe az idegen nyelvek tanulásához, ami különben képtelenség lenne. Nemi identitásunk vállalása is a lényegileg tartozik hozzá a személyiség érettségéhez.
6. Szabadosság: a gyermek nem kis állat, melyet egyedül az ösztönei kell hogy vezéreljenek. Korlátok állítására szükség van az egészséges személyiség kifejlődéséhez.
7. A relativizmus zsákutcája: Van abszolút igazság, csak az emberi megismerés relatív. Igazság és megismerés relativitásának összekeverése súlyos hiba: innen származik az agnoszticizmus, a cinizmus.
8. Az értelem abszolutizálása: Az értelem és az érzelmek ugyanolyan fontosak az egészséges személyiség fejlődésében. de például a tudományokban is legalább ugyanakkora szerepe van a fantáziának és intuíciónak, mint az értelemnek, racionalitásnak.
9. A haladás fetisizálása: elítélendő, hisz életünk a múltban gyökerezik, s ettől megfosztani az embert – gyilkos törekvés. A környezeti problémák is jól mutatják, milyen veszélyes ez a tendencia: „az elmúlt két század a haladás bálványának áldozva szinte lakhatatlanná tette otthonunkat, a Földet”.
10. A technokrata szemlélet egyoldalúsága: A szaktudományok lemondhatnak a lényegi kérdések kereséséről, hogy pragmatizmusukat kielégítsék, de az ember nem (vö. az abszolút igazság létezéséről szóló első tételt). Ha ezt teszi, azonosítja az Igazságot az ember arról való ismeretével.
11. A tekintély válsága: A tekintély azt jelenti, hogy valaki nagyobb tudására, tapasztalatára alapozva segíti az ebben csekélyebbeket (a könyv későbbi részében részletesebben is ír erről: a keresztény pedagógia Tanítvány-Mester viszonyra alapoz). A tekintély elutasítása: kiszolgáltatottá tesz. Ezt jól tudják a halál kultúráját terjesztő, mammonita erők, és meg is próbálják felhasználni, céljuk minden tekintély lerombolása.
12. Az eltömegesedés veszélye: A demokrácia magában hordozza azt a veszélyt, hogy az ingatagok révén, akik általában a többséget alkotják, az emberi sors manipulálhatóvá válik.

Az első fejezet negyedik részében kitér a különböző pedagógiák értékelésének egy hitelesnek állított mércéjére: ennek összetevői a hagyománytisztelet, a jövőkép és a pedagógus-ideál milyensége. Végül az ötödik és utolsó részben kitér az ún. nevelési paradigmákra (a könyv szóhasználatával nevelői típusokra), melyek is a megengedő, az autoriter (végletesen tekintélyelvű, melyben a nevelt a tekintélyért van) és demokratikus (amely a tekintély és a nevelt párbeszédén alapul, melyben a tekintély a neveltért van). Hangsúlyozza, hogy a jegy alapú értékelés gyakran elveszi a nevelői munka értékét, mivel a tanítvány a jegyre és nem a tartalomra fog figyelni.

### 2. Mester és Tanítvány
A fejezet az ideális pedagógus jellemzőit ecseteli. Ezek:
1. legyen élő példakép;
2. legyen tekintélye, a fent vázolt értelemben
3. jellembeli értékei a felelősség, az alázat, a szabadság és rend egyensúlyának megteremtésére való képesség;
4. szakmai értékei: általános műveltség és magas szaktárgyi tudás, nyitottság, empátia, előadói képesség, motiválásra való képesség, pedagógiai optimizmus (hit abban, hogy tevékenysége nem hiábavaló), türelem.

Ezután leírja a tanítványok általános jellemzőit, felhívja a figyelmet arra, hogy egyszerre kezelendő egyénként (nincsenek sablonmegoldások a pedagógiában), de közösség tagjaként is (másként viselkedik közösségben, mint egyénként); és hogy a gyermek nem kis felnőtt, a gyermekkor varázslatos, melyen át kell vezetni és nem kivezetni belőle. A gyermek egyszerre függő és önálló, erre is figyelni kell, mindkét kezelést aktívan igényli (nemcsak szükséges számára, hanem el is várja).
A harmadik fejezet "A pedagógus személyisége" címet viseli, valójában gyakorlati tanácsokat ad a pedagógusnak az óra vezetésére, mint pl.:
1. kölcsönös tiszteletnek kell fennállnia pedagógus és tanítvány között;
2. A fegyelmezés
  1. A fegyelmezés alapja a nyugodt, kiegyensúlyozott iskolai légkör is, azaz a (tanulói és tanári) közösség viselkedése: ha a gyerek azt látja, hogy a diákok között lehetséges, sőt „divat” verekedni, vagy a tanárok dohányoznak, akkor nincs sok foganatja ennek ellenkezőjére bírni.
  2. a tanár fegyelmezettsége, egyéni példamutatása is elsődleges;
    1. A fegyelmezés a terembe lépéskor kezdődik. Hogyan áll, beszél a tanár, szilárdságot sugároz-e? Ha elkésik a saját óráról, akkor ne várja, hogy a diákok komolyan vegyék.
    2. A fegyelem további alapja a figyelem lekötése, amely nemcsak abban áll, hogy „kössük le valahogy” a gyereket, de e lekötésnek számára megfelelőnek (érdekesnek, életkorhoz illőnek) kell lennie; ennek elsődleges eszköze az óra átgondolása, óravázlat.
    3. Mindig alaposan készüljön fel a pedagógus az órára
    4. Az órának legyen szabályozott, nap mint nap ismétlődő rendje;
    5. A tanár vállalja önmagát, az őszinte viselkedés az egyedül hiteles.
    6. A tanár legyen kiszámítható viselkedésű.
    7. Sose pellengérezze ki a diákokat, és ne legyenek „kedvencei”. A büntetés nem válhat egyéni sérelmek megtorlásának eszközévé.
    8. A tanár közvetlensége, figyelmessége ne váljon „barátkozássá”.
    9. Fegyelmi ügyekről való vitába a tanár sohase menjen bele, se szülővel, se diákkal.
    10. Csínján bánjunk az ellenőrzőbe való beírással.

A fejezetben szerepel Adelson háromcsoportos pedagógustipológiája: a sámán még ha kissé énközpontú is; rendkívüli szuggesztivitásával, személyiségével, eredetiségével mégis hat; a lelkész „ti-központú”; a közösségért, osztályért fáradozik, lelkes programszervező, az orvos „te-központú” sokat foglalkozik diákjaival egyénileg, felderíti gyengeségeiket és erősségeiket.

### III. A tantárgyakban rejlő nevelési lehetőségek
A fejezet áttekinti a tantárgyakat és ezek ideálisnak tartott ismeretterületekre való csoportosítását.

### IV. Az oktatásról
A könyv külön szól az oktatás módszertanáról, az oktatás "műfajairól": az előadásról, a kérdésről, a megbeszélésről és a többiről (a könyv a szokásos, mainstream pedagógiai eredményeket közli). Külön kitér a tanítási óra összetevőire, az ezzel kapcsolatos követelményekre, segítséget ad a felkészülés szempontjaihoz. Külön fejezetet szentel az óravázlat fogalmának, melyet kiemelten fontosnak tart.

### V. Az iskola és a környezet
Az ötödik fejezetben a könyv ecseteli az iskolán kívül ható nevelési faktorokat és ezek iskolával való viszonyát: a családi nevelést, a tanórán kívüli foglalkozásokat.

### Függelék
A könyv terjedelmes függeléket is tartalmaz: rövid keresztény neveléstörténeti összefoglalót, illetve formanyomtatványokat (hospitálási napló, egyéb segédanyagok a gyakorló- és vizsgatanításhoz).